# The Ides of March
The Ides of March is een Amerikaanse film uit 2011. George Clooney regisseerde de film en speelde naast Ryan Gosling ook een van de twee hoofdrollen. De film is gebaseerd op het toneelstuk Farragut North van Beau Willimon uit 2008. Willimon en Clooney schreven samen met Grant Heslov het scenario.

## Verhaal
Stephen Meyers (Ryan Gosling) is campagnemedewerker voor Mike Morris (George Clooney), de gouverneur van Pennsylvania die het in de voorverkiezingen opneemt tegen senator Ted Pullman (Michael Mantell) om de Democratische presidentskandidaat te worden. Meyers begint een affaire met stagiaire Molly Stearns (Evan Rachel Wood) en komt erachter dat zij zwanger is van gouverneur Morris. Tegelijkertijd regelt de campagnemanager van senator Pullman (Paul Giamatti) een ontmoeting met Meyers, waarna hij door de campagne van Morris ontslagen wordt. Meyers voelt zichzelf in de nesten gewerkt en gaat over tot de aanval.

## Rolverdeling
| Acteur                 | Personage         | Opmerkingen                                                                    |
| ---------------------- | ----------------- | ------------------------------------------------------------------------------ |
| Ryan Gosling           | Stephen Meyers    | Campagnemedewerker van gouverneur Morris                                       |
| George Clooney         | Mike Morris       | Gouverneur van Pennsylvania, Democratische presidentskandidaat                 |
| Philip Seymour Hoffman | Paul Zara         | Hoofd-campagnemanager van gouverneur Morris                                    |
| Paul Giamatti          | Tom Duffy         | Hoofd-campagnemanager van senator Pullman                                      |
| Evan Rachel Wood       | Molly Stearns     | Stagiaire bij de campagne van gouverneur Morris                                |
| Marisa Tomei           | Ida Horowicz      | Journaliste bij The New York Times                                             |
| Jeffrey Wright         | Franklin Thompson | Senator uit North-Carolina                                                     |
| Max Minghella          | Ben Harpen        | Junior-campagnemedewerker van gouverneur Morris                                |
| Jennifer Ehle          | Cindy Morris      | Vrouw van Mike Morris                                                          |
| Gregory Itzin          | Jack Stearns      | Oud-senator, voorzitter van het Democratisch Nationale Comité, vader van Molly |
| Michael Mantell        | Ted Pullman       | Senator uit Arkansas, Democratische presidentskandidaat                        |

## Ontvangst
De film werd over het algemeen goed ontvangen door critici. Het scenario werd genomineerd voor een Oscar.